# سيف الدين (دمياط)
سيف الدين هي إحدى قرى مركز الزرقا التابع لمحافظة دمياط بجمهورية مصر العربية.